# Muzeum Kinematografii w Łodzi
Muzeum Kinematografii w Łodzi – muzeum gromadzące filmy, plakaty, elementy scenografii, urządzenia techniczne oraz inne pamiątki związane z kinematografią. Muzeum jest instytucją podległą samorządowi Łodzi. Jest jedynym w Polsce muzeum chroniącym zabytki z dziedziny techniki, sztuki i kultury filmowej.

## Historia
Działalność muzeum stanowi kontynuację utworzonego w 1976 Działu Kultury Filmowej  w Muzeum Historii Miasta Łodzi Działu Kultury Filmowej i Teatralnej, w 1984 przekształconego w oddział, a w 1986 w samodzielną placówkę. Wtedy też przeniesiono zbiory do nowej siedziby, którą został pałac Karola Scheiblera. Jest to dziewiętnastowieczny budynek, zlokalizowany na terenie parku Źródliska i stanowiący część kompleksu fabryczno-pałacowego Księży Młyn. Poza pałacem zajmuje ono także pomieszczenia przylegającej dawnej wozowni i budynek stajni pałacowej. Muzeum Kinematografii jest jedynym muzeum o takim profilu w Polsce. Założycielem i pierwszym dyrektorem muzeum był dr Antoni Szram.
W zbiorach muzeum znajduje się około 50000 eksponatów, w tym około tysiąc filmów na taśmach celuloidowych i wideo. Na wystawach stałych "Tajemnice planu filmowego" i "Cud ożywionej fotografii" prezentowane są urządzenia związane z rozwojem technologicznym kina (historyczne projektory, kamery, stoły montażowe), plakaty i fotosy filmowe, elementy scenografii i zaaranżowane plany filmowe czy lalki wykorzystywane w animacji. Imponujący jest zbiór aparatów fotograficznych i kamer światowych firm, takich jak: Agfa, Eastman Kodak, Zeiss-Ikon, Pathé i wielu innych.  W jednym z pomieszczeń prezentowana jest oryginalna scenografia do filmu Latająca maszyna. W swoich zbiorach muzeum posiada również latarnie magiczne, mutoskop czy jedyną w Polsce oryginalną Panoramę Cesarską, czyli fotoplastikon. Ważnym miejscem muzeum jest otwarta w 2015 ekspozycja poświęcona polskiej animacji „Pałac pełen bajek”.
Muzeum posiada zbiory scenariuszy, scenopisów, korespondencji i dokumentów związanych z powstawaniem filmów. Znaczące są archiwa filmowe Aleksandra Forda i Zbigniewa Rybkowskiego, oraz Andrzeja Wajdy.
Na parterze pałacu znajduje się ekspozycja wnętrz pałacowych (pokój kredensowy, jadalnia, palarnia, sala balowa, szatnia, gabinet, pokój pani domu, ogród zimowy i okazała klatka schodowa). Były one gotową scenografią dla polskich filmów, takich jak: Ziemia Obiecana, Pavoncello, Jak daleko stąd jak blisko czy dwóch odcinków Stawki większej niż życie (odc. IV Cafe Rose oraz odc. VI Żelazny krzyż). Pałac pojawia się przez chwilę w filmie Davida Lyncha Inland Empire.
W wyniku przeprowadzonego remontu i prac adaptacyjnych poddasza uzyskano dwie galerie na ekspozycje: strych bialy i strych czerwony. Do prezentacji czasowych służy też galeria w pogłębionych o 80 cm pomieszczeniach piwnicznych z jednoczesnym wykorzystaniem części pomieszczeń na ekspozycję stałą, poświęconą stuletniej historii kina na ziemiach polskich.
Muzeum Kinematografii zorganizowało wystawy poświęcone historii kina i filmu, jak również sztuki współczesnej. Były to m.in. wystawy scenograficzne do filmów Jerzego Hoffmana – Ogniem i mieczem oraz Stara Baśń, Jerzego Kawalerowicza – Quo vadis i Andrzeja Wajdy – Pan Tadeusz, wystawy poświęcone fotografii, plakatom filmowym czy też wystawy biograficzne poświęcone wybitnym twórcom kina:
- „Ślady i Pamięć – Krzysztof Kieślowski”,
- „Fotografie z miasta Łodzi – Pola Negri”,
- „Legendy Kina”,
- „Roman Polański – aktor i reżyser”,
- „Jerzy Kawalerowicz. Malarz X Muzy”[7],
- „Polska. Europa. Świat – Twarze Agnieszki Holland”[8],
- „Zwierciadło Bergmana”[9],
- „Małe wielkie prace” - wystawa prezentująca twórczość Jana Młodożeńca, słynnego twórcy plakatów filmowych[10].

Wystawy pokazano w kilkudziesięciu krajach na pięciu kontynentach. 
Przy muzeum działa kino Kinematograf prezentujące filmy niszowe – polskie filmy przedwojenne, dokumenty, animacje oraz współczesne kino artystyczne.
Od 1990 Muzeum organizuje festiwal filmów dokumentalnych Festiwal Mediów "Człowiek w Zagrożeniu". 
1 czerwca 2011 przed wejściem do muzeum odsłonięto rzeźby kotów Filemona i Bonifacego.
Muzeum ma dokumentować nie tylko historię filmów zrealizowanych i wyświetlonych, ale także i tych zatrzymanych, nie ukończonych.  

## Dyrektorzy
- Antoni Szram (1986-2000)[12]
- Mieczysław Kuźmicki (2000-2014)[13]
- Marzena Bomanowska (od 2015)[14]

Muzeum Kinematografii w Łodzi
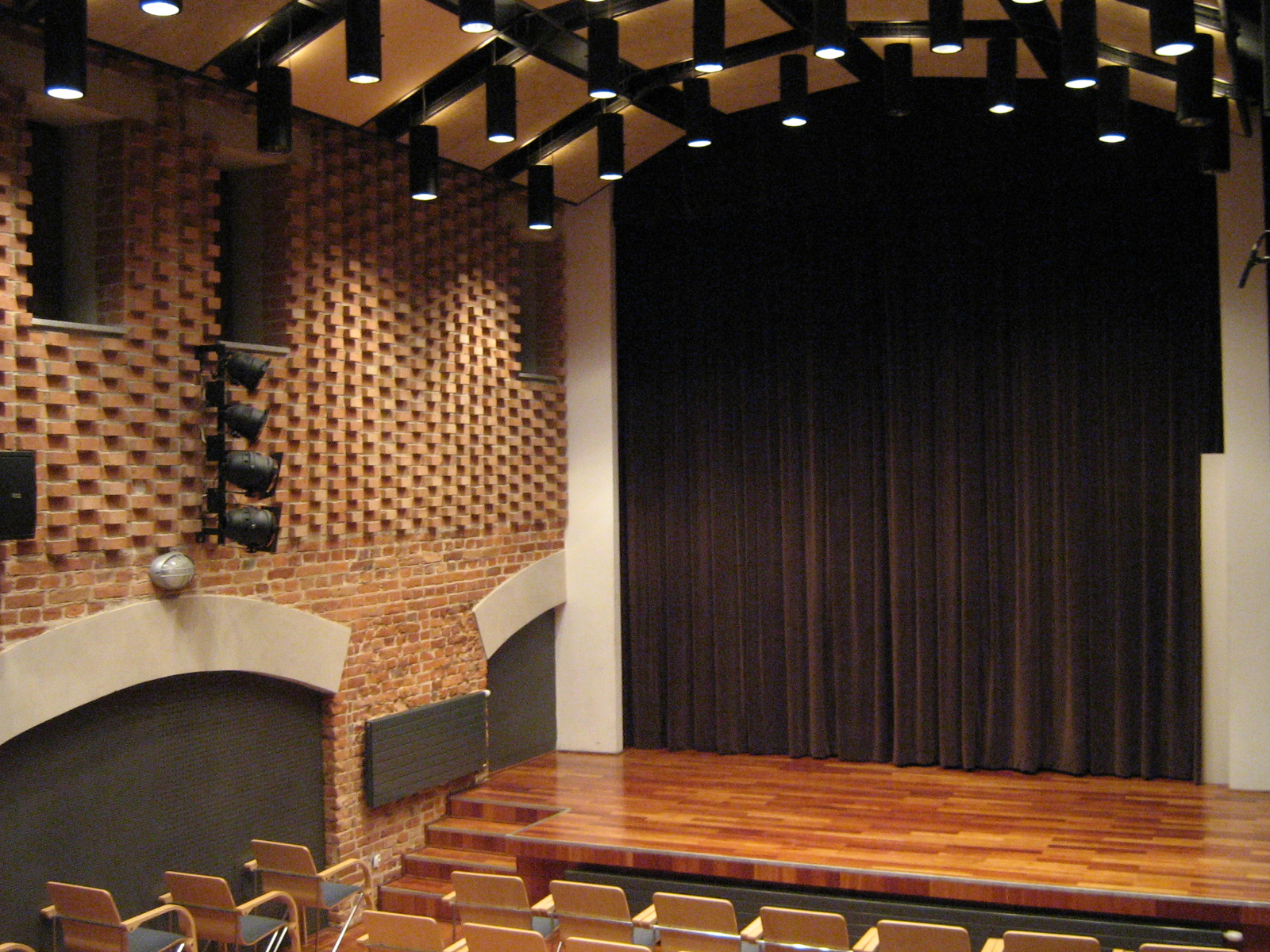
Sala kina Kinematograf
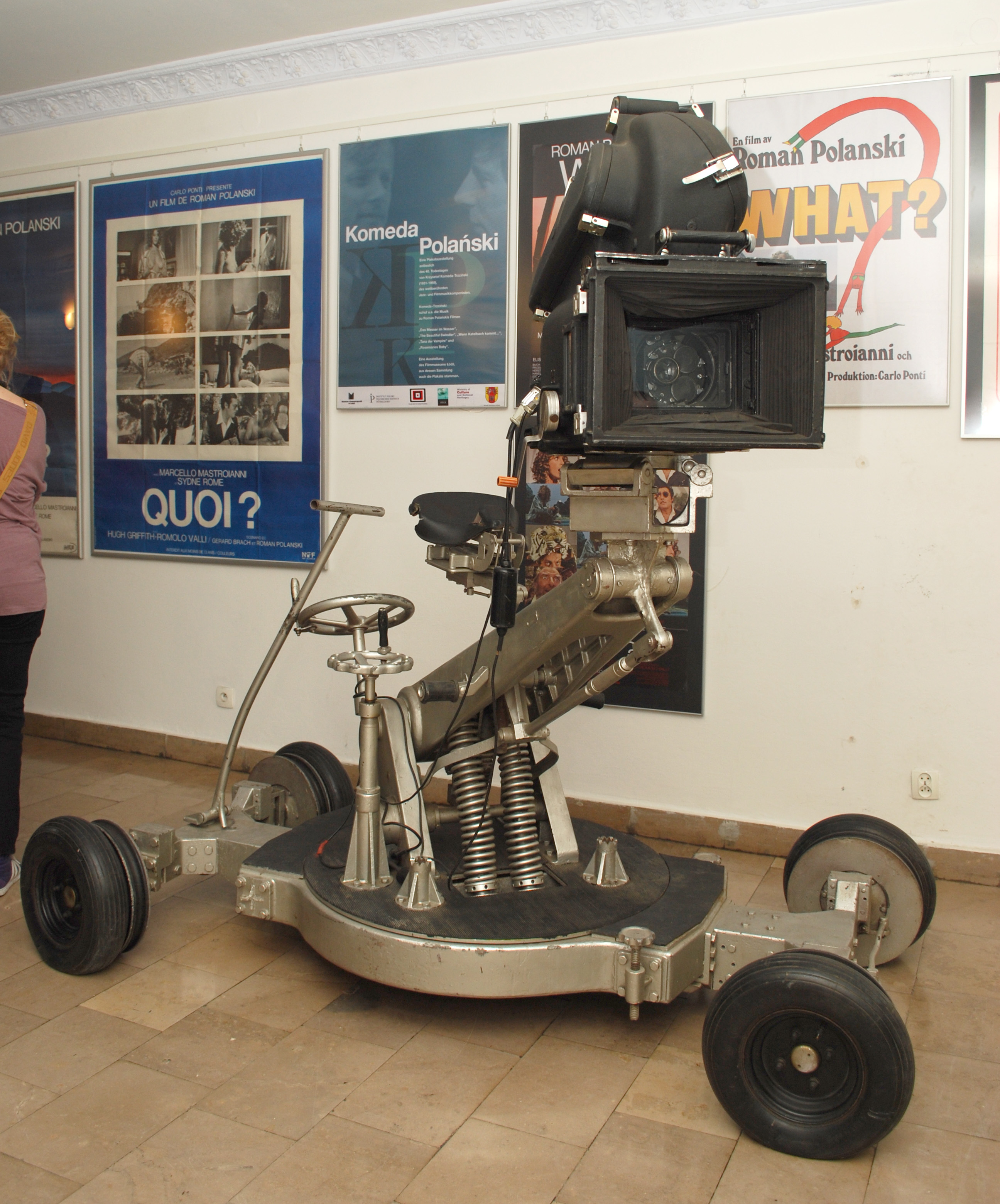
Kamera używana przez  J. Kawalerowicza
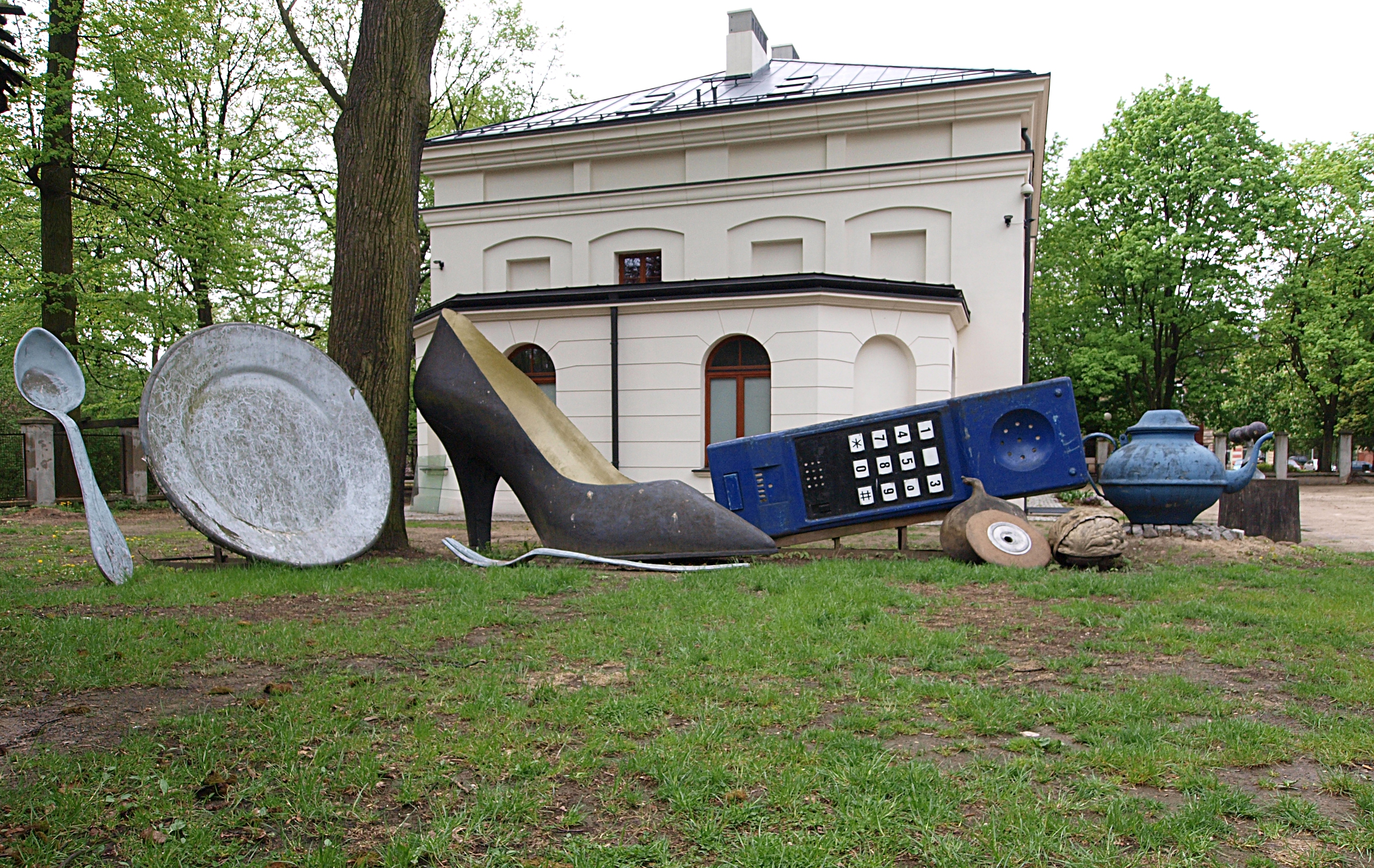
Rekwizyty z filmu Kingsajz
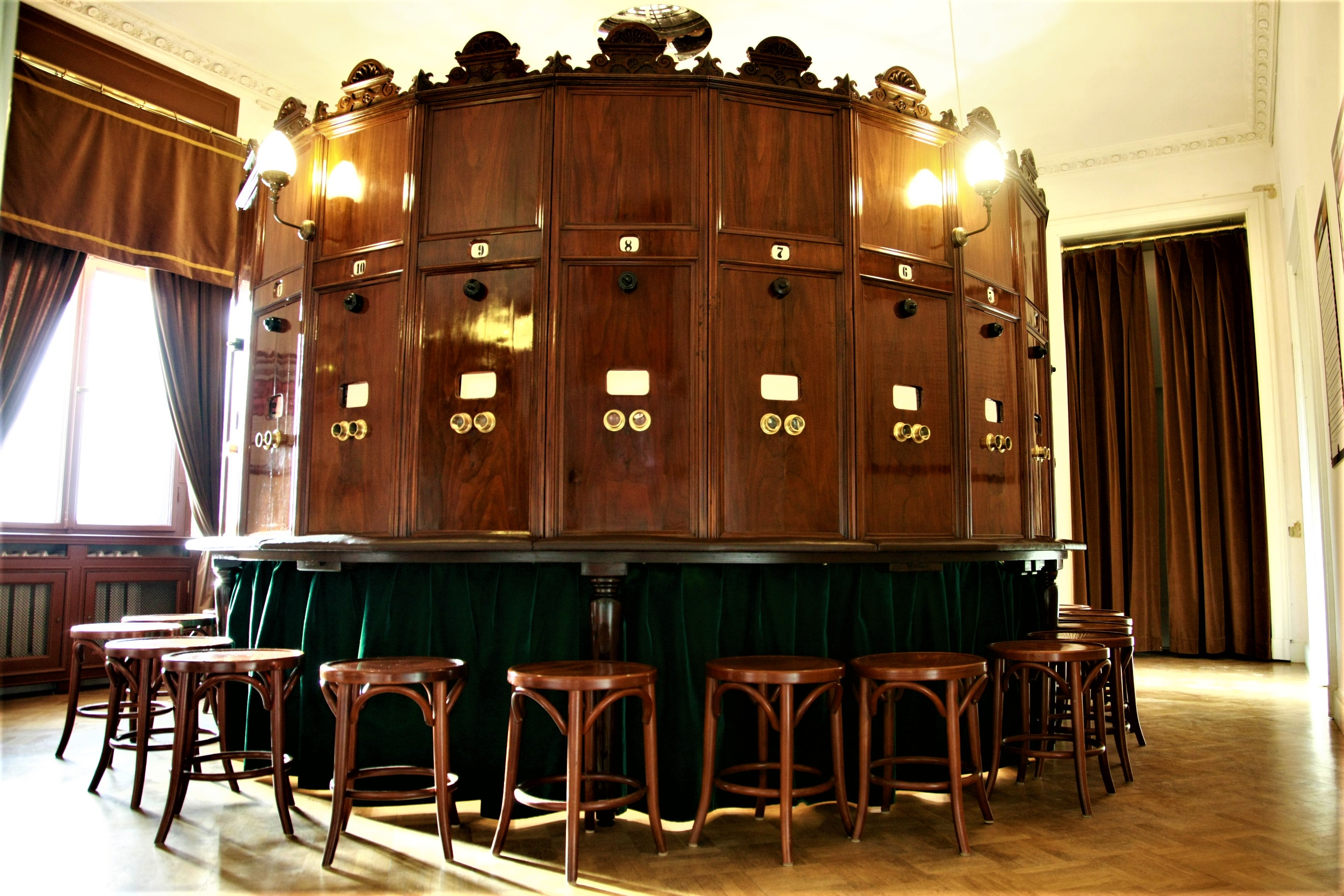
Fotoplastikon, A. Fuhrmann, ok. 1900